# Danh sách tên xoáy thuận nhiệt đới
Dưới đây là danh sách tên các bão nhiệt đới nói riêng và xoáy thuận nhiệt đới nói chung. Có 7 khu vực có tên bão nhiệt đới.

## Sơ lược lịch sử
Bão được gọi bằng nhiều cách khác nhau tùy theo từng khu vực hình thành trên Trái Đất. Bão có tên theo tiếng Trung Quốc là "Taifung" có nghĩa là "đại phong" hay "gió lớn". Các tên tiếng Anh như "Typhoon", tên Ả Rập là "Tufans", được coi là có xuất xứ từ tiếng Trung Quốc.
Theo tập quán hiện nay trong các bản tin thời tiết theo tiếng Anh thì ở Tây Thái Bình Dương và Biển Đông gọi là Typhoon. Vùng Ấn Độ Dương và Nam Thái Bình Dương gọi là Tropical Cyclone. Khu vực Đông Bắc Thái Bình Dương và Bắc Đại Tây Dương gọi là Hurricane.
Để tránh nhầm lẫn trong việc đưa ra các thông tin về từng cơn bão vì các cơn bão có thể kéo dài hàng tuần hoặc lâu hơn, trên cùng một khu vực, cùng một thời gian có thể có 2, 3 cơn bão, thậm chí có thể nhiều hơn, người ta đặt tên cho các cơn bão.
Trong thời gian xảy ra Chiến tranh thế giới thứ hai, các nhà Khí tượng Lục quân và Hải quân Mỹ đã dùng tên của phụ nữ để đặt tên cho các cơn bão.
Các cơn bão ở Đông Bắc Thái Bình Dương được đặt theo tên phụ nữ từ năm 1959 - 1960, đến năm 1978 sử dụng cả tên nữ giới và nam giới.
Ở vùng Bắc Ấn Độ Dương, các cơn bão nhiệt đới bắt đầu được đặt tên từ tháng 9 năm 2004 
Ở vùng Australia và nam Thái Bình Dương, bão bắt đầu được đặt tên (theo tên phụ nữ) từ năm 1964, đến năm 1973 thì sử dụng cả tên nam giới.
Từ ngày 1/1/2000 các cơn bão ở Tây Bắc Thái Bình Dương được đặt tên theo danh sách các tên mới và rất khác nhau. Các tên mới được bổ sung gồm các tên của khu vực Châu Á, được lấy từ 14 nước và vùng lãnh thổ là thành viên của ủy ban bão thuộc Tổ chức Khí tượng Thế giới. Mỗi thành viên cung cấp 10 tên, tạo thành danh sách 140 tên bão.
Các danh sách tên bão cũng thường được thay đổi và cập nhật thường xuyên qua các năm. Thông qua việc biểu quyết giữa các quốc gia cùng với Tổ chức Khí tượng Thế giới, một số tên bão có thể sẽ bị loại bỏ (khai tử) sau khi kết thúc một mùa bão và được thay thế thành các tên mới. Lý do chính của sự thay đổi thường là khi các cơn bão gây ra hậu quả nghiêm trọng và tàn khốc, sự thay thế tên giúp con người quên đi những "ký ức đau thương". Hoặc đôi khi một số tên bão được cho là gây hiểu lầm và không phù hợp đối với một số nước vì những lý do khác nhau.

## Bắc Đại Tây Dương

Bão Emily năm 2005

| 2021     | 2021    | 2021    | 2021      | 2021     | 2021     | 2021     | 2021      | 2021     | 2021     | 2021      | 2021   |
| -------- | ------- | ------- | --------- | -------- | -------- | -------- | --------- | -------- | -------- | --------- | ------ |
| Tên      | Ana     | Bill    | Claudette | Danny    | Elsa     | Fred     | Grace     | Henri    | Ida      | Julian    | Kate   |
| Tên      | Larry   | Mindy   | Nicholas  | Odette   | Peter    | Rose     | Sam       | Teresa   | Victor   | Wanda     |        |
| 2022     |         |         |           |          |          |          |           |          |          |           |        |
| Tên      | Alex    | Bonnie  | Colin     | Danielle | Earl     | Fiona    | Gaston    | Hermine  | Ian      | Julia     | Karl   |
| Tên      | Lisa    | Martin  | Nicole    | Owen     | Paula    | Richard  | Shary     | Tobias   | Virginie | Walter    |        |
| 2023     |         |         |           |          |          |          |           |          |          |           |        |
| Tên      | Arlene  | Bret    | Cindy     | Don      | Emily    | Franklin | Gert      | Harold   | Idalia   | Jose      | Katia  |
| Tên      | Lee     | Margot  | Nigel     | Ophelia  | Philippe | Rina     | Sean      | Tammy    | Vince    | Whitney   |        |
| 2024     |         |         |           |          |          |          |           |          |          |           |        |
| Tên      | Alberto | Beryl   | Chris     | Debby    | Ernesto  | Francine | Gordon    | Helene   | Isaac    | Joyce     | Kirk   |
| Tên      | Leslie  | Milton  | Nadine    | Oscar    | Patty    | Rafael   | Sara      | Tony     | Valerie  | William   |        |
| 2025     |         |         |           |          |          |          |           |          |          |           |        |
| Tên      | Andrea  | Barry   | Chantal   | Dexter   | Erin     | Fernand  | Gabrielle | Humberto | Imelda   | Jerry     | Karen  |
| Tên      | Lorenzo | Melissa | Nestor    | Olga     | Pablo    | Rebekah  | Sebastien | Tanya    | Van      | Wendy     |        |
| 2026     |         |         |           |          |          |          |           |          |          |           |        |
| Tên      | Arthur  | Bertha  | Cristobal | Dolly    | Edouard  | Fay      | Gonzalo   | Hanna    | Isaias   | Josephine | Kyle   |
| Tên      | Leah    | Marco   | Nana      | Omar     | Paulette | Rene     | Sally     | Teddy    | Vicky    | Wilfred   |        |
| Dự phòng |         |         |           |          |          |          |           |          |          |           |        |
| Tên      | Adria   | Braylen | Caridad   | Deshawn  | Emery    | Foster   | Gemma     | Heath    | Isla     | Jacobus   | Kenzie |
| Tên      | Lucio   | Makayla | Nolan     | Orlanda  | Pax      | Ronin    | Sophie    | Tayshaun | Viviana  | Will      |        |

## Đông Bắc Thái Bình Dương

### Từ 140°T trở vào

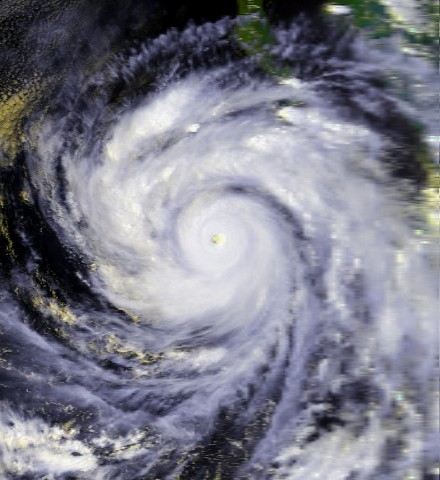
Bão Linda năm 1997

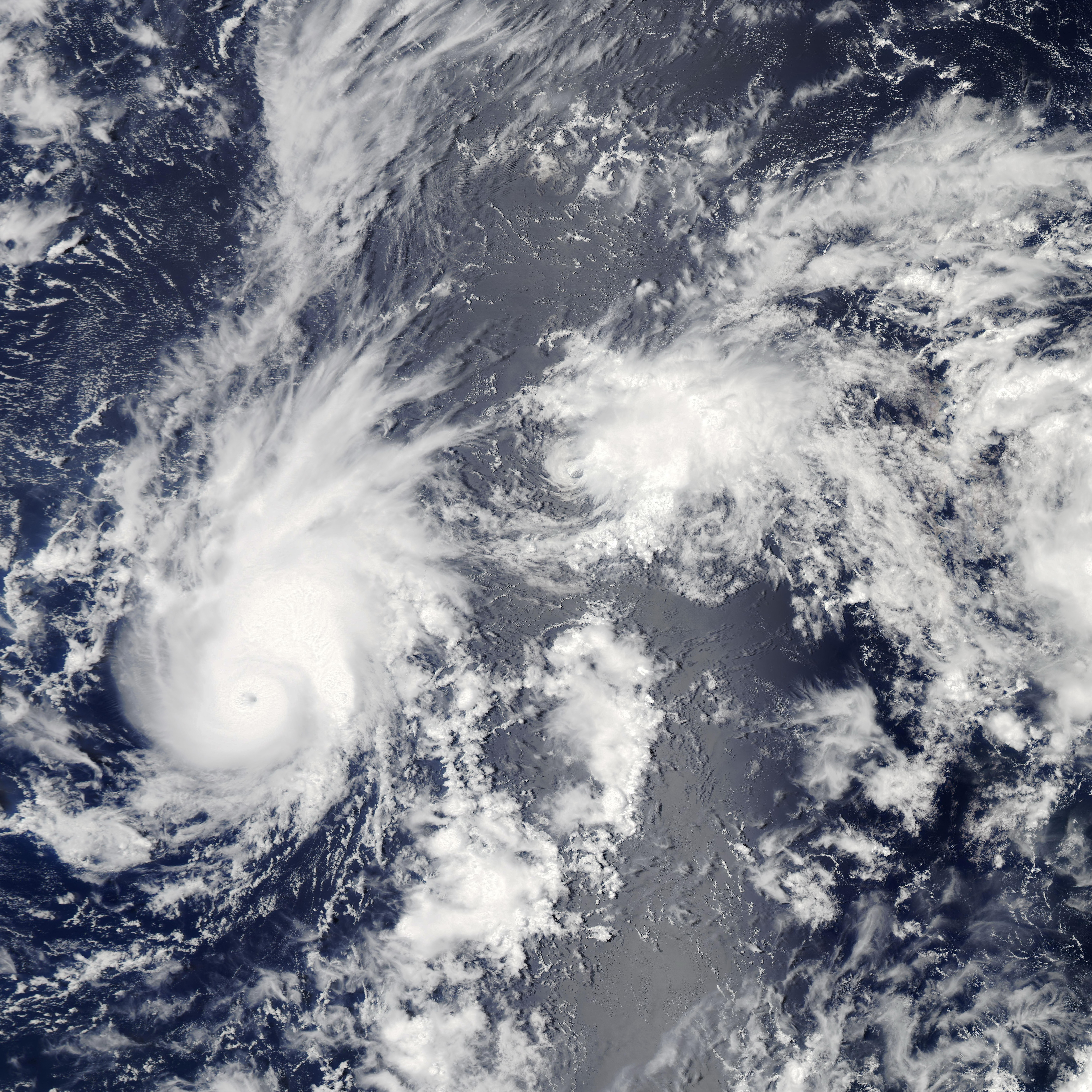
Bão Pewa và bão Unala

| 2021     | 2021     | 2021    | 2021     | 2021      | 2021    | 2021     | 2021      | 2021      | 2021     | 2021     | 2021    | 2021   |
| -------- | -------- | ------- | -------- | --------- | ------- | -------- | --------- | --------- | -------- | -------- | ------- | ------ |
| Tên      | Andres   | Blanca  | Carlos   | Dolores   | Enrique | Felicia  | Guillermo | Hilda     | Ignacio  | Jimena   | Kevin   | Linda  |
| Tên      | Marty    | Nora    | Olaf     | Pamela    | Rick    | Sandra   | Terry     | Vivian    | Waldo    | Xina     | York    | Zelda  |
| 2022     |          |         |          |           |         |          |           |           |          |          |         |        |
| Tên      | Agatha   | Blas    | Celia    | Darby     | Estelle | Frank    | Georgette | Howard    | Ivette   | Javier   | Kay     | Lester |
| Tên      | Madeline | Newton  | Orlene   | Paine     | Roslyn  | Seymour  | Tina      | Virgil    | Winifred | Xavier   | Yolanda | Zeke   |
| 2023     |          |         |          |           |         |          |           |           |          |          |         |        |
| Tên      | Adrian   | Beatriz | Calvin   | Dora      | Eugene  | Fernanda | Greg      | Hilary    | Irwin    | Jova     | Kenneth | Lidia  |
| Tên      | Max      | Norma   | Otis     | Pilar     | Ramon   | Selma    | Todd      | Veronica  | Wiley    | Xina     | York    | Zelda  |
| 2024     |          |         |          |           |         |          |           |           |          |          |         |        |
| Tên      | Aletta   | Bud     | Carlotta | Daniel    | Emilia  | Fabio    | Gilma     | Hector    | Ileana   | John     | Kristy  | Lane   |
| Tên      | Miriam   | Norman  | Olivia   | Paul      | Rosa    | Sergio   | Tara      | Vicente   | Willa    | Xavier   | Yolanda | Zeke   |
| 2025     |          |         |          |           |         |          |           |           |          |          |         |        |
| Tên      | Alvin    | Barbara | Cosme    | Dalila    | Erick   | Flossie  | Gil       | Henriette | Ivo      | Juliette | Kiko    | Lorena |
| Tên      | Mario    | Narda   | Octave   | Priscilla | Raymond | Sonia    | Tico      | Velma     | Wallis   | Xina     | York    | Zelda  |
| 2026     |          |         |          |           |         |          |           |           |          |          |         |        |
| Tên      | Amanda   | Boris   | Cristina | Douglas   | Elida   | Fausto   | Genevieve | Hernan    | Iselle   | Julio    | Karina  | Lowell |
| Tên      | Marie    | Norbert | Odalys   | Polo      | Rachel  | Simon    | Trudy     | Vance     | Winnie   | Xavier   | Yolanda | Zeke   |
| Dự phòng |          |         |          |           |         |          |           |           |          |          |         |        |
| Tên      | Aidan    | Bruna   | Carmelo  | Daniella  | Esteban | Flor     | Gerardo   | Hedda     | Izzy     | Jacinta  | Kenito  | Luna   |
| Tên      | Marina   | Nancy   | Ovidio   | Pia       | Rey     | Skylar   | Teo       | Violeta   | Wilfredo | Xinia    | Yariel  | Zoe    |

### Từ 140°- 180°T
| 1      | Akoni | Ema   | Hone   | Iona   | Keli  | Lala | Moke  | Nolo  | Olana | Pena | Ulana | Wale   |
| 2      | Aka   | Ekeka | Hene   | Iolana | Keoni | Lino | Mele  | Nona  | Oliwa | Pama | Upana | Wene   |
| 3      | Alika | Ele   | Huko   | Iopa   | Kika  | Lana | Maka  | Neki  | Omeka | Pewa | Unala | Wali   |
| 4      | Ana   | Ela   | Halola | Iune   | Kilo  | Loke | Malia | Niala | Oho   | Pali | Ulika | Walaka |
| Nguồn. |       |       |        |        |       |      |       |       |       |      |       |        |

## Tây Bắc Thái Bình Dương (180°Đ - 100°Đ)

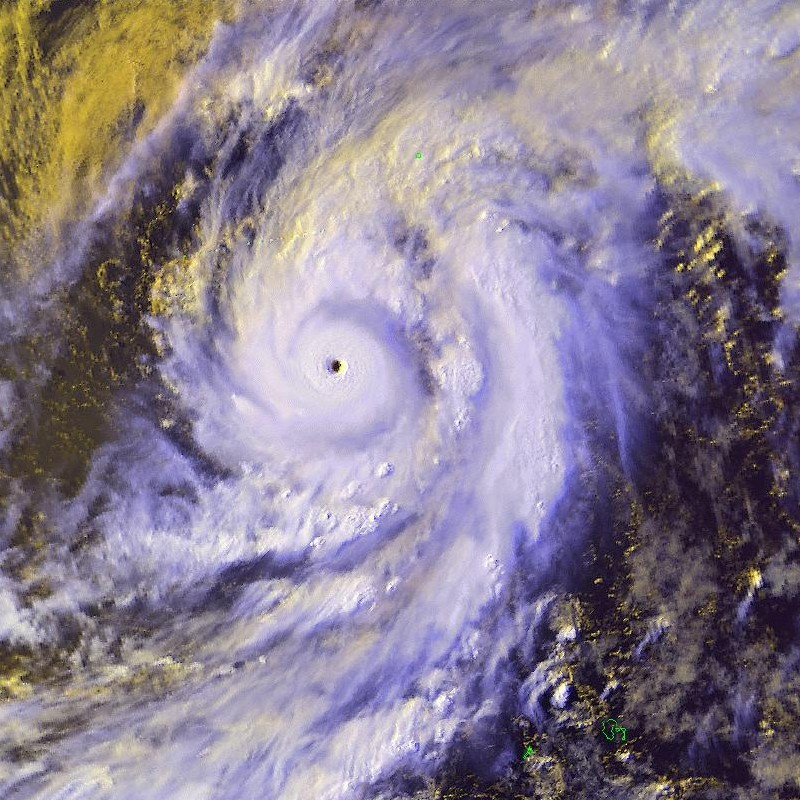
Bão Damrey năm 2000

| Danh sách 1 | Damrey  | Tianma   | Kirogi   | Yun-yeung | Koinu    | Bolaven  | Sanba   | Jelawat | -        | Maliksi | Gaemi   | Prapiroon | Maria     | Sontinh  |
| Danh sách 1 | Ampil   | Wukong   | Jongdari | Shanshan  | -        | Leepi    | Bebinca | Pulasan | Soulik   | Cimaron | -       | -         | Barijat   | Colau    |
| Danh sách 2 | -       | Yinxing  | -        | -         | -        | Pabuk    | Wutip   | Sepat   | Mun      | Danas   | Nari    | Wipha     | Francisco | Comay    |
| Danh sách 2 | Krosa   | Bailu    | Podul    | Lingling  | Kajiki   | Nongfa   | Peipah  | Tapah   | Mitag    | Ragasa  | Neoguri | Bualoi    | Matmo     | Halong   |
| Danh sách 3 | Nakri   | Fengshen | Kalmaegi | Fung-wong | Koto     | Nokaen   | Penha   | Nuri    | Sinlaku  | Hagupit | Jangmi  | Mekkhala  | Higos     | Bavi     |
| Danh sách 3 | Maysak  | Haishen  | Noul     | Dolphin   | Kujira   | Chanhom  | Peilou  | Nangka  | Saudel   | Narra   | Gaenari | Atsani    | Etau      | Banglang |
| Danh sách 4 | Krovanh | Dujuan   | Surigae  | Choi-wan  | Koguma   | Champi   | In-fa   | Cempaka | Nepartak | Lupit   | Mirinae | Nida      | Omais     | Lucbinh  |
| Danh sách 4 | Chanthu | Dianmu   | Mindulle | Lionrock  | Tokei    | Namtheun | Malou   | Nyatoh  | Sarbul   | Amuyao  | Gosari  | Chaba     | Aere      | Songda   |
| Danh sách 5 | Trases  | Mulan    | Meari    | Tsing-ma  | Tokage   | Ong-mang | Muifa   | Merbok  | Nanmadol | Talas   | Hodu    | Kulap     | Roke      | Sonca    |
| Danh sách 5 | Nesat   | Haitang  | Jamjari  | Banyan    | Yamaneko | Pakhar   | Sanvu   | Mawar   | Guchol   | Talim   | Bori    | Khanun    | Lan       | Saobien  |
| Nguồn.      |         |          |          |           |          |          |         |         |          |         |         |           |           |          |

### Philippines

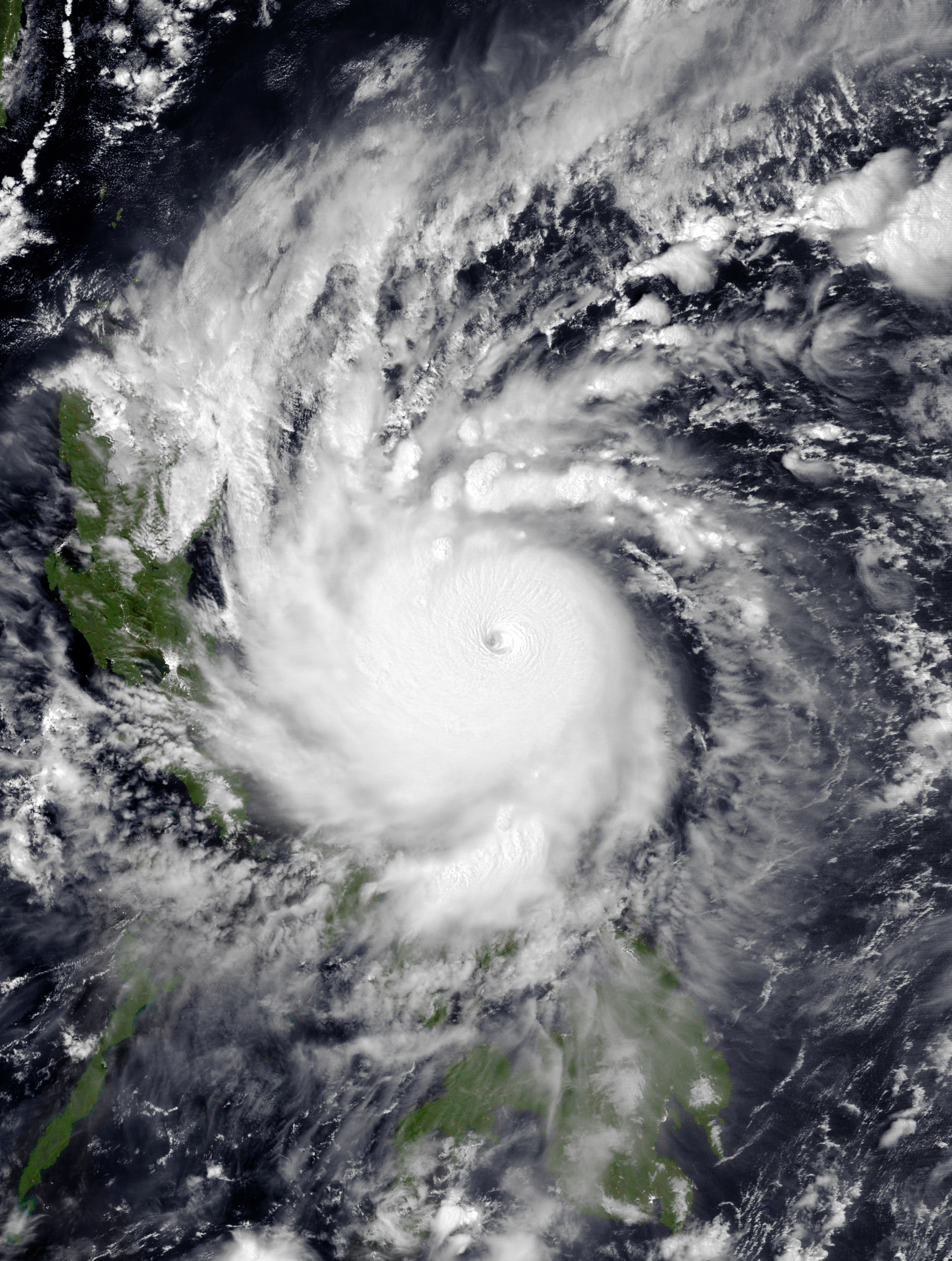
Bão Goni (Rolly) đổ bộ Philippines vào tháng 10 năm 2020

| Chính      | Aghon   | Butchoy | Carina   | Dindo    | Enteng | Ferdie    | Gener   | Helen   | Igme    | Julian  | Kristine | Leon     | Marce   |
| Chính      | Nika    | Ofel    | Pepito   | Querubin | Romina | Siony     | Tonyo   | Upang   | Vicky   | Warren  | Yoyong   | Zosimo   |         |
| Dự phòng   | Alakdan | Baldo   | Clara    | Dencio   | Estong | Felipe    | Gomer   | Heling  | Ismael  | Julio   |          |          |         |
| 2025       |         |         |          |          |        |           |         |         |         |         |          |          |         |
| Chính      | Auring  | Bising  | Crising  | Dante    | Emong  | Fabian    | Gorio   | Huaning | Isang   | Jacinto | Kiko     | Lannie   | Mirasol |
| Chính      | Nando   | Opong   | Paolo    | Quedan   | Ramil  | Salome    | Tino    | Uwan    | Verbena | Wilma   | Yasmin   | Zoraida  |         |
| Dự phòng   | Alamid  | Bruno   | Conching | Dolor    | Ernie  | Florante  | Gerardo | Hernan  | Isko    | Jerome  |          |          |         |
| 2026       |         |         |          |          |        |           |         |         |         |         |          |          |         |
| Chính      | Ada     | Basyang | Caloy    | Domeng   | Ester  | Francisco | Gardo   | Henry   | Inday   | Josie   | Kiyapo   | Luis     | Maymay  |
| Chính      | Neneng  | Obet    | Pilandok | Queenie  | Rosal  | Samuel    | Tomas   | Umberto | Venus   | Waldo   | Yayang   | Zeny     |         |
| Dự phòng   | Agila   | Bagwis  | Chito    | Diego    | Elena  | Felino    | Gunding | Harriet | Indang  | Jessa   |          |          |         |
| 2027       |         |         |          |          |        |           |         |         |         |         |          |          |         |
| Chính      | Amang   | Betty   | Chedeng  | Dodong   | Emil   | Falcon    | Gavino  | Hanna   | Ineng   | Jenny   | Kabayan  | Liwayway | Marilyn |
| Chính      | Nimfa   | Onyok   | Perla    | Quiel    | Ramon  | Sarah     | Tamaraw | Ugong   | Viring  | Weng    | Yoyoy    | Zigzag   |         |
| Dự phòng   | Abe     | Berto   | Charo    | Dado     | Estoy  | Felion    | Gening  | Herman  | Irma    | Jaime   |          |          |         |
| Tham khảo: |         |         |          |          |        |           |         |         |         |         |          |          |         |

## Bắc Ấn Độ Dương (45°Đ- 100°Đ)

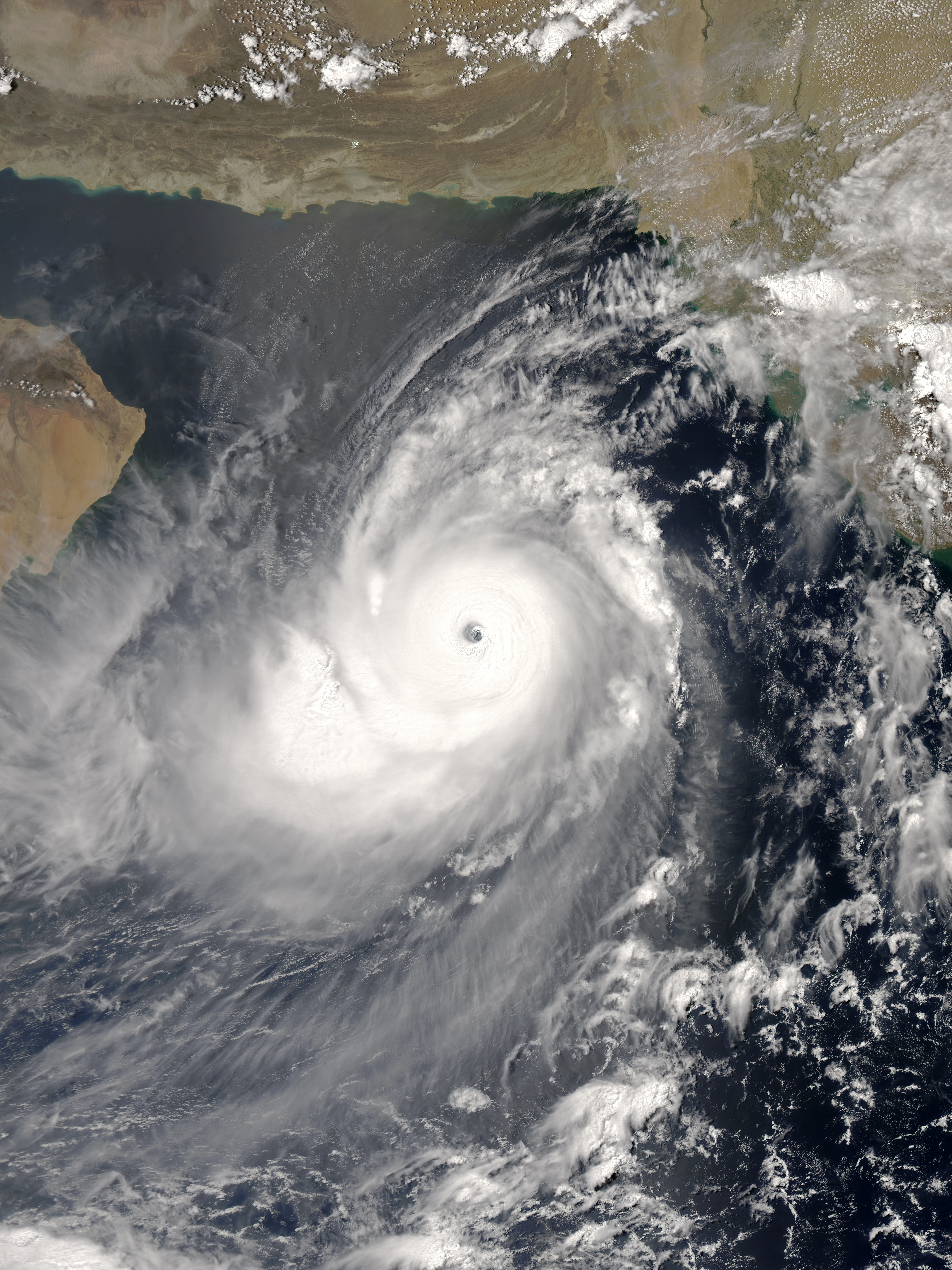
Bão Gonu năm 2007

| Số thứ tự | Quốc gia   | Quốc gia   | Quốc gia | Quốc gia | Quốc gia | Quốc gia | Quốc gia | Quốc gia | Quốc gia    | Quốc gia  | Quốc gia | Quốc gia | Quốc gia |
| Số thứ tự | Bangladesh | Ấn Độ      | Iran     | Maldives | Myanmar  | Oman     | Pakistan | Qatar    | Ả Rập Xê Út | Sri Lanka | Thái Lan | UAE      | Yemen    |
| --------- | ---------- | ---------- | -------- | -------- | -------- | -------- | -------- | -------- | ----------- | --------- | -------- | -------- | -------- |
| 1         | Nisarga    | Gati       | Nivar    | Burevi   | Tauktae  | Yaas     | Gulab    | Shaheen  | Jawad       | Asani     | Sitrang  | Mandous  | Mocha    |
| 2         | Biparjoy   | Tej        | Hamoon   | Midhili  | Michaung | Remal    | Asna     | Dana     | Fengal      | Shakhti   | Montha   | Senyar   | Ditwah   |
| 3         | Arnab      | Murasu     | Akvan    | Kaani    | Ngamann  | Sail     | Sahab    | Lulu     | Ghazeer     | Gigum     | Thianyot | Afoor    | Diksam   |
| 4         | Upakul     | Aag        | Sepand   | Odi      | Kyarthit | Naseem   | Afshan   | Mouj     | Asif        | Gagana    | Bulan    | Nahhaam  | Sira     |
| 5         | Barshon    | Vyom       | Booran   | Kenau    | Sapakyee | Muzn     | Manahil  | Suhail   | Sidrah      | Verambha  | Phutala  | Quffal   | Bakhur   |
| 6         | Rajani     | Jhar       | Anahita  | Endheri  | Wetwun   | Sadeem   | Shujana  | Sadaf    | Hareed      | Garjana   | Aiyara   | Daaman   | Ghwyzi   |
| 7         | Nishith    | Probaho    | Azar     | Riyau    | Mwaihout | Dima     | Parwaz   | Reem     | Faid        | Neeba     | Saming   | Deem     | Hawf     |
| 8         | Urmi       | Neer       | Pooyan   | Guruva   | Kywe     | Manjour  | Zannata  | Rayhan   | Kaseer      | Ninnada   | Kraison  | Gargoor  | Balhaf   |
| 9         | Meghala    | Prabhanjan | Arsham   | Kurangi  | Pinku    | Rukam    | Sarsar   | Anbar    | Nakheel     | Viduli    | Matcha   | Khubb    | Brom     |
| 10        | Samiron    | Ghurni     | Hengame  | Kuredhi  | Yinkaung | Watad    | Badban   | Oud      | Haboob      | Ogha      | Mahingsa | Degl     | Shuqra   |
| 11        | Pratikul   | Ambud      | Savas    | Horangu  | Linyone  | Al-jarz  | Sarrab   | Bahar    | Bareq       | Salitha   | Phraewa  | Athmad   | Fartak   |
| 12        | Sarobor    | Jaladhi    | Tahamtan | Thundi   | Kyeekan  | Rabab    | Gulnar   | Seef     | Alreem      | Rivi      | Asuri    | Boom     | Darsah   |
| 13        | Mahanisha  | Vega       | Toofan   | Faana    | Bautphat | Raad     | Waseq    | Fanar    | Wabil       | Rudu      | Thara    | Saffar   | Samhah   |
| Nguồn     |            |            |          |          |          |          |          |          |             |           |          |          |          |

## Tây Nam Ấn Độ Dương (90°Đ- 30°Đ)

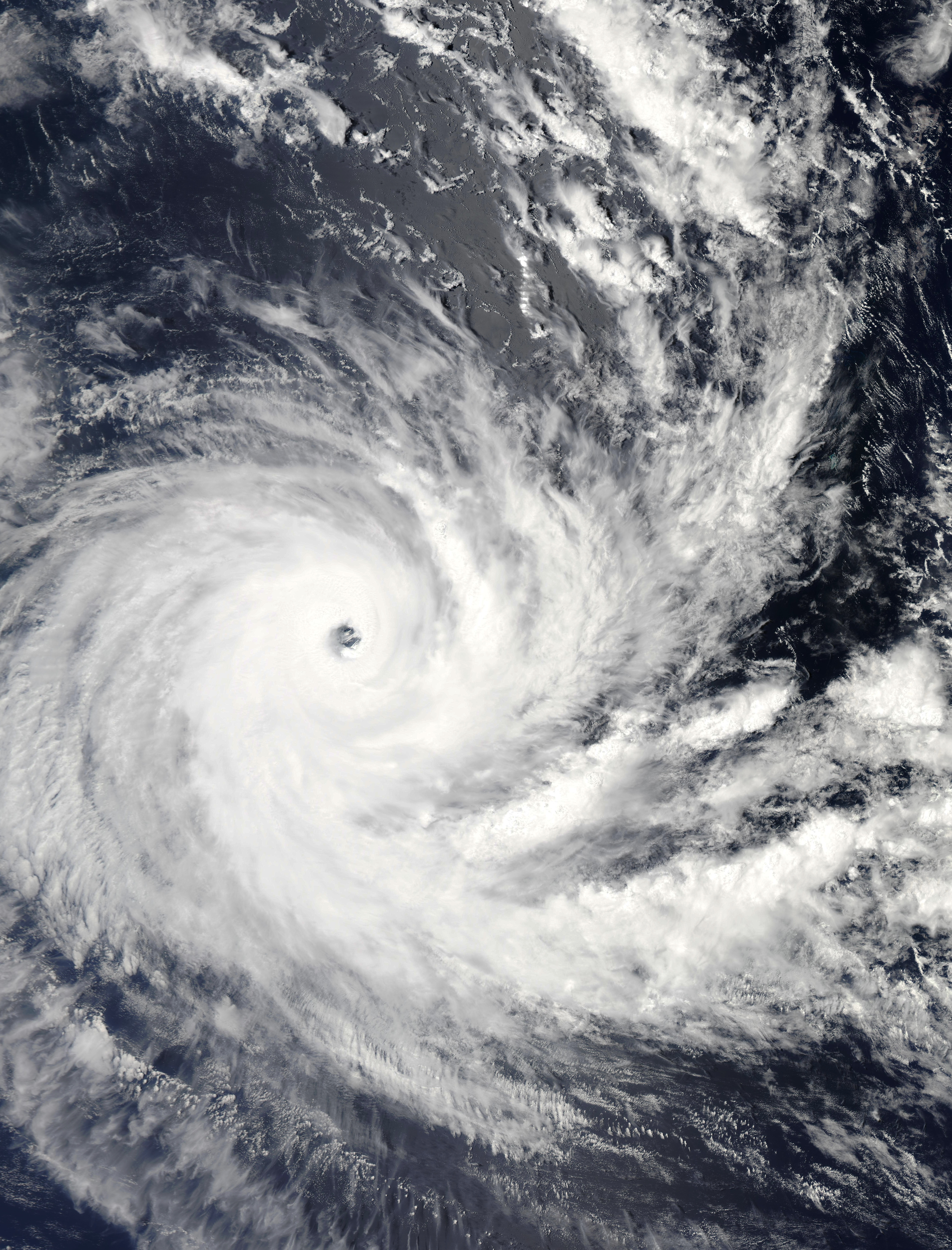
Xoáy thuận Anais năm 2012

| 2021–22 | 2021–22 | 2021–22  | 2021–22 | 2021–22  | 2021–22 | 2021–22 | 2021–22 | 2021–22 | 2021–22 | 2021–22 | 2021–22 | 2021–22 | 2021–22  |
| ------- | ------- | -------- | ------- | -------- | ------- | ------- | ------- | ------- | ------- | ------- | ------- | ------- | -------- |
| Tên     | Ana     | Batsirai | Cliff   | Dumako   | Emnati  | Fezile  | Gombe   | Halima  | Issa    | Jasmine | Karim   | Letlama | Maipelo  |
| Tên     | Njazi   | Oscar    | Pamela  | Quentin  | Rajab   | Savana  | Themba  | Uyapo   | Viviane | Walter  | Xangy   | Yemurai | Zanele   |
| 2022–23 |         |          |         |          |         |         |         |         |         |         |         |         |          |
| Tên     | Ashley  | Balita   | Cheneso | Dingani  | Enali   | Fabien  | Gezani  | Horacio | Indusa  | Juluka  | Kundai  | Lisebo  | Michel   |
| Tên     | Nousra  | Olivier  | Pokera  | Quincy   | Rebaone | Salama  | Tristan | Ursula  | Violet  | Wilson  | Xila    | Yekela  | Zania    |
| 2023–24 |         |          |         |          |         |         |         |         |         |         |         |         |          |
| Tên     | Alvaro  | Belal    | Candice | Djoungou | Eleanor | Filipo  | Gamane  | Hidaya  | Ialy    | Jeremy  | Kanga   | Ludzi   | Melina   |
| Tên     | Nathan  | Onias    | Pelagie | Quamar   | Rita    | Solani  | Tarik   | Urilia  | Vuyane  | Wagner  | Xusa    | Yarona  | Zacarias |
| Nguồn:  |         |          |         |          |         |         |         |         |         |         |         |         |          |

## Mùa Bão Khu Vực Úc (90°Đ- 160°Đ)

### Australia

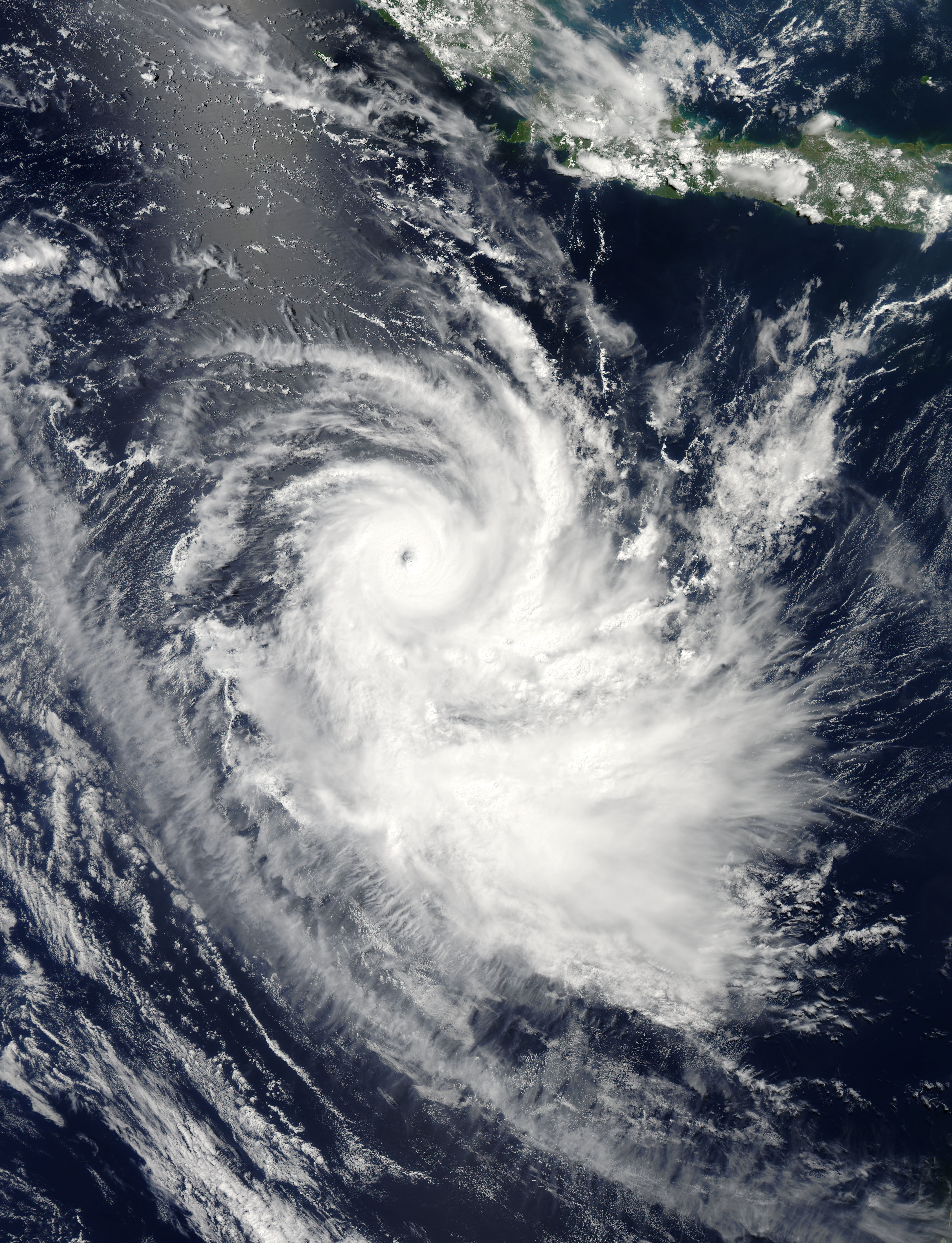
Xoáy thuận Gillian năm 2014

| Anika   | Billy    | Charlotte | Dominic | Ellie  | Freddy    | Gabrielle | Herman  | Ilsa     | Jasper  | Kirrily |
| Lincoln | Megan    | Neville   | Olga    | Paul   | Robyn     | Sean      | Tasha   | Vince    | Zelia   | ------  |
| Anthony | Bianca   | Courtney  | Dianne  | Errol  | Fina      | Grant     | Hayley  | Iggy     | Jenna   | Koji    |
| Luana   | Mitchell | Narelle   | Oran    | Peta   | Riordan   | Sandra    | Tim     | Victoria | Zane    | ------  |
| Alessia | Bruce    | Christine | Dylan   | Edna   | Fletcher  | Gillian   | Hadi    | Ita      | Jack    | Kate    |
| Lam     | Marcia   | Nathan    | Olwyn   | Quang  | Raquel    | Stan      | Tatjana | Uriah    | Yvette  | ------  |
| Alfred  | Blanche  | Caleb     | Debbie  | Ernie  | Frances   | Greg      | Hilda   | Ira      | Joyce   | Kelvin  |
| Linda   | Marcus   | Nora      | Owen    | Penny  | Riley     | Savannah  | Trevor  | Veronica | Wallace | ------  |
| Ann     | Blake    | Claudia   | Damien  | Esther | Ferdinand | Gretel    | Harold  | Imogen   | Joshua  | Kimi    |
| Lucas   | Marian   | Noah      | Odette  | Paddy  | Ruby      | Seth      | Tiffany | Vernon   | ------  | ------  |
| Nguồn.  |          |           |         |        |           |           |         |          |         |         |

### Indonesia
| Danh sách A | Danh sách A | Danh sách A | Danh sách A | Danh sách A | Danh sách A | Danh sách A | Danh sách A | Danh sách A | Danh sách A |
| ----------- | ----------- | ----------- | ----------- | ----------- | ----------- | ----------- | ----------- | ----------- | ----------- |
| Anggrek     | Bakung      | Cempaka     | Dahlia      | Flamboyan   | Kenanga     | Lili        | Melati      | Rambutan    | Teratai     |
| Danh sách B |             |             |             |             |             |             |             |             |             |
| Anggur      | Belimbing   | Duku        | Jambu       | Lengkeng    | Manggis     | Nangka      | Pepaya      | Terong      | Sawo        |
| Nguồn\|     |             |             |             |             |             |             |             |             |             |

### Papua New Guinea
| A     | Alu | Buri  | Dodo | Emau | Fere | Hibu | Ila | Kama | Lobu | Maila |
| B     | Nou | Obaha | Paia | Ranu | Sabi | Tau  | Ume | Vali | Wau  | Auram |
| Nguồn |     |       |      |      |      |      |     |      |      |       |

## Nam Thái Bình Dương (160°Đ- 120°T)

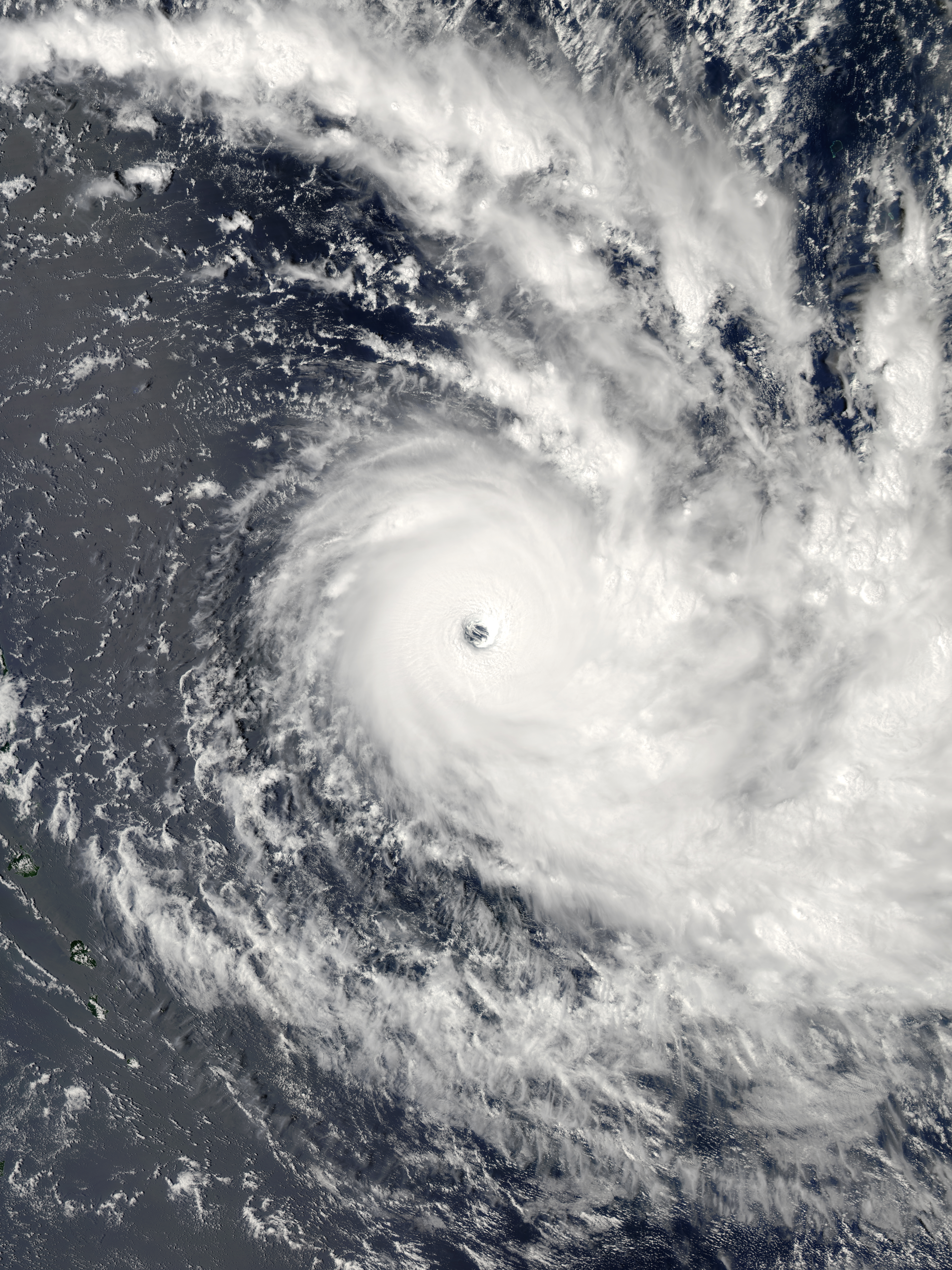
Xoáy thuận Yasa tháng 12 năm 2020

| A           | Aru    | Bina  | Cody  | Dovi   | Eva    | Fili   | Gina   | Hagar   | Irene   | Josese | Kirio   | Lute   | Mata  |
| A           | Nat    | Olo   | Pita  | Rae    | Sheila | Tam    | Urmil  | Vaianu  | Wati    | Xavier | Yani    | Zita   |       |
| B           | Arthur | Becky | Chip  | Denia  | Elisa  | Fotu   | Glen   | Hettie  | Innis   | Joni   | Ken     | Lin    | Moses |
| B           | Nisha  | Opeti | Pearl | Rene   | Sarah  | Troy   |        | Vanessa | Wano    | ------ | Yvonne  | Zaka   |       |
| C           | Alvin  | Bune  | Cyril | Daphne | Evan   | Freda  | Garry  | Haley   | Ian     | June   | Kofi    | Lusi   | Mike  |
| C           | Nute   | Odile | Pam   | Reuben | Solo   | Tuni   | Ula    | Victor  | Winston | ------ | Yalo    | Zena   |       |
| D           | Amos   | Bart  | Colin | Donna  | Ella   | Frank  | Gita   | Hali    | Iris    | Jo     | Kala    | Leo    | Mona  |
| D           | Neil   | Oma   | Pami  | Rita   | Sarai  | Tino   | ------ | Vicky   | Wiki    | ------ | Yolande | Zazu   |       |
| E (Standby) | Aru    | Bela  | Cook  | Dean   | Eden   | Florin | Garth  | Hart    | Isa     | Julie  | Kevin   | Louise | Mia   |
| E (Standby) | Niko   | Ola   | Pili  | Rex    | Suki   | Tasi   | Uraia  | Velma   | Wanita  | ------ | Yates   | Zidane |       |
| Nguồn       |        |       |       |        |        |        |        |         |         |        |         |        |       |

## Các khu vực khác
Các khu vực này cực kỳ hiếm hình thành các hệ thống xoáy thuận nhiệt đới (tuy nhiên vẫn có một số hệ thống cận nhiệt đới hoặc ngoại nhiệt đới lẻ tẻ). Đó là biển Địa Trung Hải và Đông-nam Thái Bình Dương (phía đông kinh tuyến 120°Đ ở Nam bán cầu), kết quả là không có danh sách đặt tên chính thức cũng như số hiệu khu vực cho các khu vực này. Riêng khu vực Nam Đại Tây Dương nay đã có cơ quan khí tượng Brazil và trong các năm 2004, 2010 và 2011, các xoáy thuận nhiệt đới có sức gió lớn hơn 35 hải lý / giờ hình thành được đặt tên là Catarina, Anita và Arani và 2 cơn bão cận nhiệt đới hinh thành năm 2015 có tên là Bapo và Cani.
| Names  | Arani | Bapo | Cari | Deni | Eçaí | Guará | Iba | Jaguar | Kurumí | Mani | Oquira | Potira | Raoni | Ubá | Yakecan |
| Nguồn. |       |      |      |      |      |       |     |        |        |      |        |        |       |     |         |